# Luis Sáenz Peña
Luis Sáenz Peña (Buenos Aires, 2 de abril de 1822 — Buenos Aires, 4 de dezembro de 1907) foi um advogado e presidente da Argentina. Graduado em Direito na Universidade de Buenos Aires, participou na Assembleia Constituinte de 1860. Foi várias vezes deputado nacional e senador. Em 1882 ocupou uma vaga na Suprema Corte de Justiça da Província de Buenos Aires. Posteriormente foi presidente do Banco de la Provincia, diretor da Academia de Jurisprudência e obteve uma vaga no Conselho Geral de Educação argentino.
Em 12 de outubro de 1892 foi consagrado presidente. A crise econômica de 1893 provoca uma crise política interna no país e uma Lei de Anistia é aprovada pelo Congresso. Sáenz Peña se opõe a esta anistia e isso faz com que todos os seus ministros renunciem. Como não conseguiu formar um novo gabinete, apresentou sua renúncia em 23 de janeiro de 1895. O governo passou às mãos do então vice-presidente José Evaristo Uriburu, que completou o mandato até 1898.
Seu filho, Roque Sáenz Peña, foi presidente da Argentina entre 1910 e 1914.